# 김병기 (배우)
김병기(金炳基,1948년 11월 2일 ~ )는 대한민국의 以北 출신 실향민이며, 배우이다. 1969년 KBS 8기 공채 탤런트로 데뷔하였다. 1982년부터 1985년 5월 15일까지 KBS 1TV에서 방영된 반공 드라마 《지금 평양에선》의 김정일 역할을 맡아 인기를 끌었다.

## 학력
- 중앙대학교

## 연기 활동

### 드라마

#### KBS
- 1979년 KBS 대하드라마 《토지》
- 1981년 KBS1 주간드라마 《바위골 사람들》
- 1982년 KBS1 대하드라마 《풍운》 ... 안동준, 이주회 역
- 1982년~1985년 KBS1 반공드라마 《지금 평양에선》 ... 김정일 역
- 1982년 KBS1 특집드라마 《우둥불》... 원산만 역
- 1983년 KBS1 특집드라마 《그날》
- 1984년 KBS1 특집드라마 《함정》
- 1985년 KBS2 대하드라마 《태평무》
- 1986년 KBS1 특집드라마 《님의 침묵》
- 1986년 KBS2 일일연속극 《임이여 임일레라》
- 1987년 KBS1 대하드라마 《이화》
- 1989년 KBS1 대하드라마 《역사는 흐른다》 ... 고묵 역
- 1990년 KBS1 대하드라마 《여명의 그날》
- 1992년 KBS2 미니시리즈 《위기의 남자》
- 1992년 KBS1 6.25특집극 《시간과 눈물》
- 1992년 KBS2 미니시리즈 《적색지대》... 이상민 역
- 1993년 KBS1 일일연속극 《당신이 그리워질때》 ... 윤성구 역
- 1995년 KBS1 일일연속극 《바람은 불어도》
- 1996년 KBS2 대하드라마 《조광조》 ... 박원종 역
- 1997년 KBS2 수목드라마 《욕망의 바다》 ... 박 차장 역
- 1998년 KBS1 대하드라마 《왕과 비》 ... 내관 엄자치 역
- 2000년 KBS2 주말연속극 《꼭지》
- 2001년 KBS2 특별기획드라마 《명성황후》 ... 오카모토 류노스케 역
- 2003년 KBS1 대하드라마 《무인시대》 ... 노인우 역
- 2004년 SBS 대하사극《장길산》 ... 신엽 역
- 2005년 KBS2 수목드라마 《황금사과》
- 2006년 KBS1 단막극 《HD TV문학관 - 등신불》 ... 청지기 역
- 2006년 KBS1 대하드라마 《대조영》 ... 이리거세사 역 (특별출연)
- 2008년 KBS1 전원드라마 《산 너머 남촌에는》 ... 기업가 역(우정출연)
- 2008년 KBS2 HD 특별기획드라마 《바람의 나라》 ... 상가 역
- 2009년 KBS2 대하드라마 《천추태후》 ... 김원숭 역
- 2009년 KBS2 미니시리즈 《결혼 못하는 남자》 ... 장봉수 역
- 2010년 KBS1 특별기획 역사드라마 《거상 김만덕》 ... 정도웅 역
- 2010년 KBS1 국권침탈100년특별기획 《자유인 이회영》 ... 오꾸마 역
- 2014년 KBS2 특별기획드라마 《감격시대: 투신의 탄생》 ... 점쟁이 역
- 2016년 KBS1 특별기획 대하드라마 《장영실》 ... 맹사성 역
- 2016년 KBS2 수목드라마 《마스터 - 국수의 신》 ... 소태섭 역
- 2017년 KBS2 주말드라마 《황금빛 내 인생》 ... 노양호 회장 역
- 2019년 KBS2 일일연속극 《왼손잡이 아내》 ... 박순태 회장 역
- 2019년 KBS2 수목드라마 《99억의 여자》 ... 윤호성 역
- 2020년 KBS2 단막극 《KBS 드라마 스페셜 - 크레바스》
- 2023년 KBS2 월화드라마 《오아시스》 ,,, 최동팔 역
- 2024년 KBS2 일일드라마 《피도 눈물도 없이》 - 백명철 역 (특별출연)

#### 타사
- 1990년 수목드라마 《사랑의 종말》 ... 박상도 검사 역
- 1991년 주말연속극 《고개숙인 남자》 ... 덕근 역
- 1993년 특집드라마 《신화》
- 1996년 미니시리즈 《화려한 휴가》
- 1997년 미니시리즈 《복수혈전》 ... 동방파 보스 이춘삼 역
- 2002년 일일연속극 《인어 아가씨》 ... 태양일보 이성수 사장 역
- 2003년 미니시리즈 《남자의 향기》 ... 정태환 역
- 2004년 일일연속극 《왕꽃 선녀님》 ... 무빈 부 역
- 2005년 특별기획 주말드라마 《제5공화국》 ... 노신영 역
- 2005년 월화미니시리즈 《변호사들》 ... 고영중 역
- 2006년 창사45주년 특별드라마 《주몽》 ... 연타발 역
- 2007년 일일연속극 《아현동 마님》 ... 백제라 역
- 2010년 주말연속극 《욕망의 불꽃》 ... 김영대 역
- 2011년 월화특별기획드라마 《계백》 ... 사택적덕 역
- 2011년 창사50주년 특별기획드라마 《빛과 그림자》 ... 김재욱 역
- 2013년 일일드라마 《구암 허준》 ... 성인철 역
- 2014년 월화미니시리즈 《트라이앵글》 ... 윤태준 역
- 2019년 월화드라마 《아이템》
- 2019년 수목드라마 《더 뱅커》 ... 최종수 교수 역
- 2021년 금토드라마 《검은 태양》 ... 방영찬 역
- 2022년 금토드라마 《트레이서》
- 2023년 ~ 2024년 일일드라마 《세 번째 결혼》 ... 김주현 역 (특별출연)

- 1995년 SBS 특별기획 《모래시계》 ... 강동환 역
- 1996년 SBS 수목드라마 《형제의 강》
- 1998년 특별기획 《백야 3.98》 ... 북한 인민무력부장 오극철 상장 역
- 2000년 창사 10주년 특별기획 《덕이》 ... 포구여인숙 주인 역
- 2001년 드라마스페셜 《순자》 ... 피엘 장 역
- 2001년 드라마스페셜 《신화》 ... 선동일 역
- 2002년 특별기획 《유리구두》 ... 진 실장 역
- 2002년 특별기획 《대망》 ... 윤 대감 역
- 2003년 특별기획 《첫사랑》 ... 서경 부 역
- 2003년 대하사극 《왕의 여자》 ... 맹지천 역
- 2004년 주말특별기획 《마지막 춤은 나와 함께》 ... 주 사장 역
- 2007년 금요드라마 《소금인형》 ... 지석 부 역
- 2009년 일일드라마 《아내가 돌아왔다》 ... 민성태 회장 역
- 2011년 월화드라마 《마이더스》 ... 구성철 역
- 2012년 월화드라마 《신의》
- 2005년 EBS1 문화사시리즈 《지금도 마로니에는》 ... 김지하의 부, 김맹오 역
- 2008년 iHQ DRAMA 미니시리즈 《상하이 브라더스》 ... 김중만 역
- 2012년 채널A 미니시리즈 《불후의 명작》 ... 서돈만 역
- 2018년 MBN 수목드라마 《설렘주의보》
- 2021년 OCN 토일드라마 《다크홀》 ... 최경수 역
- 2022년 jtbc 토일드라마 《디 엠파이어 : 법의 제국》 (특별출연)
- 2025년 SBS 수요드라마 《사계의 봄》 .... 박세찬 역

### 영화
- 2000년 《산책》

## 수상
- 1977년 KBS 연기대상 남자 최우수 연기상
- 1982년 백상예술대상 최우수 연기상
- 2007년 MBC 연기대상 중견배우부문 황금연기상